# Марьяновка (Баштанский район)
Марья́новка (укр. Мар'янівка) — село в Баштанском районе Николаевской области Украины.
Население по переписи 2001 года составляло 421 человек. Почтовый индекс — 56172. Телефонный код — 5158. Занимает площадь 0,109 км².

## Местный совет
56172, Николаевская обл., Баштанский р-н, с. Добрая Криница, ул. Евграшова, 1